# Inglês jamaicano
Inglês jamaicano ou inglês padrão jamaicano (Jamaican English ou Jamaican Standard English) é um dialeto do inglês falado na Jamaica. Embora a variante apresente características tanto do inglês americano quanto do inglês britânico, tipicamente utiliza grafias do dialeto britânico, rejeitando as formas americanas.
Embora a distinção entre os dois seja melhor descrita como um contínuo, e não uma divisão "sólida", o inglês jamaicano não deve ser confundido com o patois jamaicano, chamado por alguns linguistas de crioulo jamaicano, nem com o vocabulário e a linguagem utilizada pelo movimento rastafári ("patois" ou "patwa" é um termo francês que se refere às línguas regionais francesas, que incluem alguns idiomas crioulos, porém na Jamaica o termo se refere ao crioulo jamaicano, visto tradicionalmente pelos jamaicanos como inglês "Quebrado" ou Incorreto).

## Gramática
O inglês jamaicano padrão é gramaticalmente semelhante ao inglês britânico padrão (ver inglês britânico). Recentemente, no entanto, devido à proximidade geográfica e cultural com os Estados Unidos, e os laços econômicos resultantes, bem como as altas taxas de migração (assim como a ubiquidade dos produtos de entretenimento americanos, como filmes, televisão a cabo e música popular), a influência do inglês americano aumentou de maneira constante. Como resultado deste fenômeno, estruturas como "I don't have" ("Eu não tenho") ou "you don't need" ("você não precisa") são preferidas universalmente às formas herdadas dos britânicos, como "I haven't got" ou "you needn't".

## Vocabulário
O sotaque irlandês é uma grande influência no som do inglês jamaicano.[carece de fontes?] Uma influência americana recente também é aparente no léxico; bebês dormem em "cribs" ("berços") e usam "diapers" ou "pampers" ("fraldas"); algumas pessoas vivem em "apartments" ou "townhouses", por exemplo, e não no "flat" tradicionalmente usado no inglês britânico. Por outro lado, diversos resquícios da influência britânica permanecem; carros têm "bonnets" ("capôs") e "windscreens" ("pára-brisas"), as crianças usam "rubbers" ("borrachas") para apagar seus erros. Esta combinação do vocabulário britânico e americano fica aparente nos automóveis; o termo americano "trunk" ("porta-mala") é usado quase universalmente, como o é o termo britânico "sleeping policeman" (literalmente "policial adormecido", significando "lombada"). O uso do termo bonnet no lugar de hood para se referir ao capô de um automóvel poderia se dar pelo motivo de que o mesmo termo é uma forma vulgar de se referir ao pênis no inglês jamaicano.
Naturalmente, o jamaicano padrão também utiliza diversas palavras locais, empréstimos feitos do patois jamaicano, como "duppy" no lugar de ghost ("fantasma"), "higgler" por "vendedor informal", "camelô", bem como diversos termos para comidas e alimentos locais, como "ackee", "callaloo", "guinep" e "bammy".

## Utilização linguístico
O jamaicano padrão e o patois jamaicano existem juntos, num contínuo pós-crioulo. Enquanto o crioulo é utilizado pela maior parte das pessoas em situações cotidianas e informais - é a língua que a maior parte dos jamaicanos usa em casa e com a qual estão mais familiares, bem como o idioma usado na música popular. Já o padrão, por outro lado, é a língua da educação, da alta cultura, do governo, da mídia e das comunicações oficiais ou formais. Também é a primeira língua para uma minoria pequena de jamaicanos, tipicamente integrantes das classes mais altas. A maior parte dos falantes nativos do crioulo tem um domínio razoável do inglês padrão, tanto através da escolaridade quando pela exposição à cultura oficial e à mídia; suas habilidades receptivas (sua compreensão do inglês padrão) costumam ser muito melhores que suas habilidades produtivas (suas tentativas de interagir no inglês padrão mostram traços de intereferência do crioulo).
A maior parte da escrita na Jamaica é feita no inglês padrão, incluindo notas e correspondência pessoal. O patois jamaicano não tem uma ortografia padronizada, e só passou a ser lecionado recentemente, em algumas escolas. Assim, a maioria dos jamaicanos pode ler e escrever apenas o inglês padrão, e tem dificuldade em decifrar o dialeto quando ele é escrito. O patois escrito aparece principalmente na literatura, especialmente em "poemas dialetais" folclorísticos, em colunas de humor de jornais e, recentemente, em chats e sites de Internet frequentados por jovens jamaicanos, que parecem ter uma atitude mais positiva em relação ao uso de sua língua do que seus pais.
Embora, por motivos de simplificação, seja habitual descrever o falar jamaicano em termos de padrão contra crioulo, uma dicotomia clara não descreve de maneira adequada o idioma em uso pela maior parte dos jamaicanos. Entre os dois extremos - o "patois aberto" e o padrão "perfeito" - existem diversas variações intermediárias. Esta situação tipicamente ocorre quando um idioma crioulo está em contato constante com o seu padrão (superstrato, ou idioma lexificador) e é chamado de contínuo pós-crioulo. A variante menos prestigiosas (mais próxima do crioulo) é chamada de basileto, e a mais prestigiosa (o padrão) é o acroleto; estas versões intermediárias são conhecidas como mesoletos.
A diferença pode ser mostrada no seguinte exemplo da frase "Ele está trabalhando ali":
- "im ah wok oba deh suh" (basileto)
- "im workin ova deh suh" (baixo mesoleto)
- "(H)e (h)is workin' over dere" (alto mesoleto)
- "He is working over there." (acroleto)

(O "r" em "over" não é pronunciado em nenhuma das variedades, enquanto em "dere" ou "there" ele o é.)
Os jamaicanos escolhem entre as variedades disponíveis de acordo com a situação. Um falante que domina o crioulo optará por utilizar uma variedade mais "elevada" em ocasiões formais, como um encontro de negócios ou um discurso num casamento, e um menos elevado ao falar com seus amigos; um falante que domina com mais segurança o padrão tem mais chance de utilizar uma variedade "inferior" ao fazer compras no mercado, e não em seu local de trabalho. A alternância de código, neste caso, também pode ser metafórica; ou seja, um falante mais familiarizado com uma variante próxima ao padrão alterna para uma variante "inferior" para propósitos cômicos, ou como forma de expressar solidariedade.